# كورال بتسورث
كورال بتسورث (بالإنجليزية: Coral Buttsworth)‏ كانت لاعبة كرة مضرب أسترالية. كما أنها إحدى بطلات الجراند سلام. حققت بطولة أستراليا المفتوحة للتنس مرتين سنة 1931 و1932.

## النهائيات

### الفردي

#### اللقب (2)
| السنة | البطولة                       | المنافس في النهائي    | النتيجة       |
| 1931  | بطولة أستراليا المفتوحة للتنس | مارجوري كوكس كراوفورد | 1–6, 6–3, 6–4 |
| 1932  | بطولة أستراليا المفتوحة للتنس | كاثلين لي مسيورير     | 6–4, 9–7      |

## الخط الزمني للفردي
مفتاح
| ف | ن | ن.ن | ر.ن | د# | د.م | ل | أ.أ | ت | غ | ب | ف | ذ | م.خ | ل.ت |

(ف) فاز بالبطولة (ن) وصل النهائي (ن.ن) نصف النهائي (ر.ن) ربع النهائي (د#) الأدوار الأربعة الأولى (د.م) دور المجموعات (ل) شارك في كأس ديفيز (أ.أ) خرج من الأدوار الاولى (ت) خسر التصفيات التأهيلية (غ) غاب عن الحدث أو البطولة (ب) حصل على ميدالية برونزية (ف) حصل على ميدالية فضية (ذ) حصل على ميدالية ذهبية (م.خ) بطولة الماسترز خُفضت إلى مرتبة أقل (ل.ت) البطولة لم تعقد في السنة المعينة.
لتجنب الارتباك وازدواجية الحساب، يتم تحديث هذه المعلومات إما في نهاية البطولة، أو عندما تكون مشاركة اللاعب في البطولة قد انتهت.
| الدورة             | 1925  | 1926  | 1927  | 1928  | 1929  | 1930  | 1931  | 1932  | 1933  | إجمالي ف/م |
| ------------------ | ----- | ----- | ----- | ----- | ----- | ----- | ----- | ----- | ----- | ---------- |
| البطولة الأسترالية | د1    | غ     | غ     | د2    | غ     | غ     | ف     | ف     | ن     | 2 / 5      |
| البطولة الفرنسية   | غ     | غ     | غ     | غ     | غ     | غ     | غ     | غ     | غ     | 0 / 0      |
| بطولة ويمبلدون     | غ     | غ     | غ     | غ     | غ     | غ     | غ     | غ     | غ     | 0 / 0      |
| البطولة الأمريكية  | غ     | غ     | غ     | غ     | غ     | غ     | غ     | غ     | غ     | 0 / 0      |
| م.ف                | 0 / 1 | 0 / 0 | 0 / 0 | 0 / 1 | 0 / 0 | 0 / 0 | 1 / 1 | 1 / 1 | 0 / 1 | 2 / 5      |

- إجمالي ف / م = إجمالي الفوز والمشاركة